# Vláda Paola Gentiloniho
Vláda Paola Gentiloniho byla vláda Italské republiky úřadující od prosince 2016 do června 2018. Předsedou vlády byl Paolo Gentiloni z Demokratické strany, která kabinetu dominovala. Zastoupení ve vládě měly kromě ní Lidová alternativa a Centristé pro Evropu.

## Historie

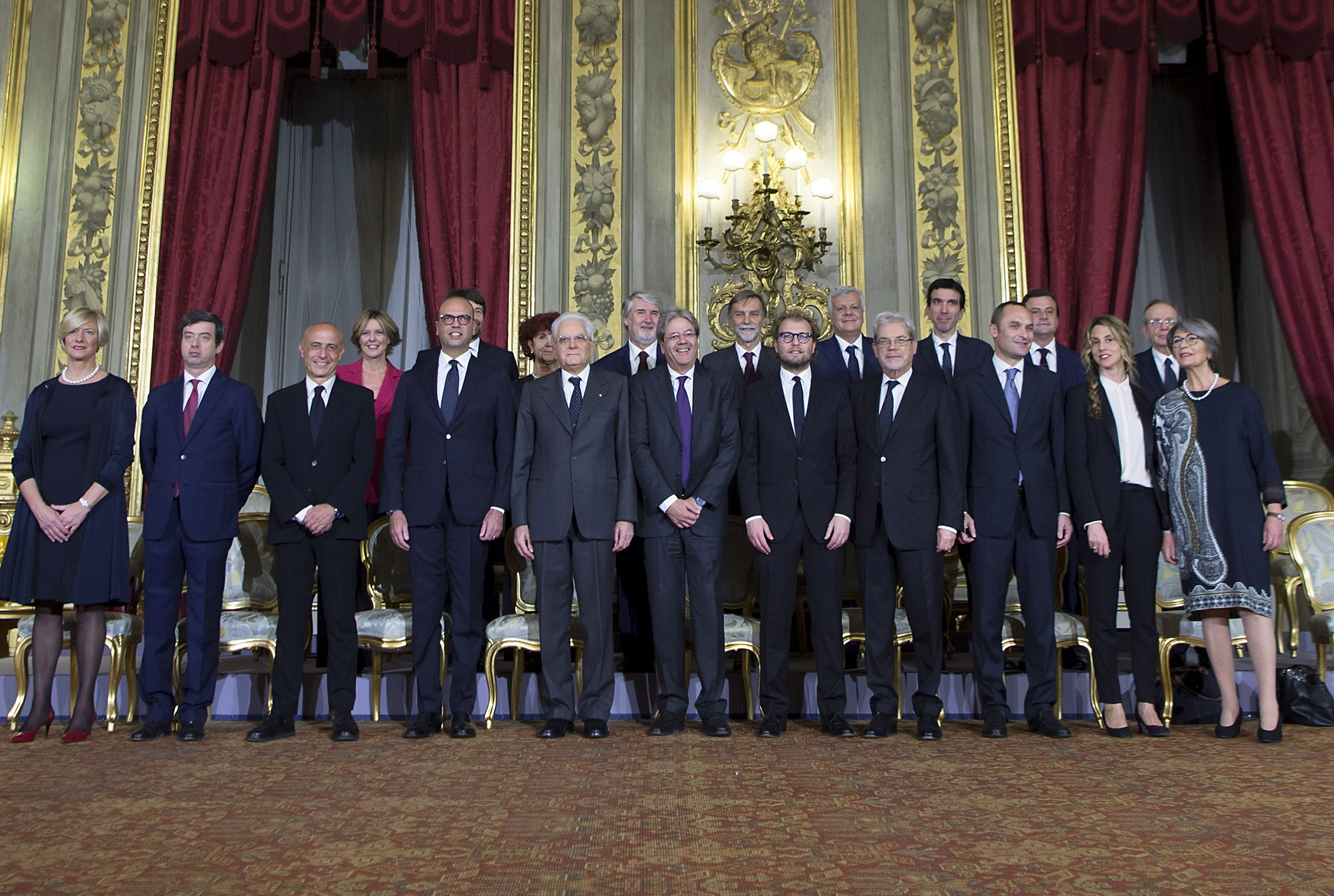
Gentiloniho vláda během přísahy

Předchozí vláda Mattea Renziho, postavená na stejném stranickém půdorysu jako Gentiloniho kabinet, odstoupila po prohraném referendu o ústavních změnách. Renzi zůstal předsedou Demokratické strany, jako nástupce v premiérském křesle byl vybrán dosavadní ministr zahraničí Paolo Gentiloni.
Vládní koalice sice prohrála parlamentní volby v únoru 2018, kvůli nastalé patové situaci ale Gentiloniho kabinet zůstal u moci ještě měsíce po volbách, než jej vystřídala vláda Giuseppa Conteho.

## Vládní strany
| Strana | Strana               | Ideologie             | Lídr                   |
| ------ | -------------------- | --------------------- | ---------------------- |
|        | Demokratická strana  | Sociální demokracie   | Matteo Renzi           |
|        | Lidová alternativa   | Křesťanská demokracie | Angelino Alfano        |
|        | Centristé pro Evropu | Křesťanská demokracie | Pier Ferdinando Casini |

#### Strany zastoupené na podministerských postech
| Strana | Strana                       | Ideologie             | Lídr                   |
| ------ | ---------------------------- | --------------------- | ---------------------- |
|        | Solidární demokracie         | Křesťanská demokracie | Lorenzo Dellai         |
|        | Italská socialistická strana | Sociální demokracie   | Riccardo Nencini       |
|        | Demokratický střed           | Centrismus            | Bruno Tabacci          |
|        | Občané a inovátoři           | Liberalismus          | Giovanni Monchiero     |
|        | Forza Europa                 | Liberalismus          | Benedetto Della Vedova |

## Poměr sil ve vládě

### Počet ministrů

#### prosinec 2016 - červenec 2017
| - PD        | 13 |
| - AP        | 3  |
| - CpE       | 1  |
| - nezávislí | 2  |

#### červenec 2017 - leden/březen 2018
| - PD        | 13 |
| - AP        | 2  |
| - CpE       | 1  |
| - nezávislí | 2  |

#### leden/březen - červen 2018
| - PD  | 14 |
| - AP  | 2  |
| - CpE | 1  |

## Seznam členů vlády
| Úřad                                                  | člen vlády          | Strana         | nástup do úřadu   | odchod z úřadu    | Poznámka     |
| ----------------------------------------------------- | ------------------- | -------------- | ----------------- | ----------------- | ------------ |
| Předseda vlády                                        | Paolo Gentiloni     | PD             | 12. prosince 2016 | 1. června 2018    |              |
| Ministr zahraničí                                     | Angelino Alfano     | AP             | 12. prosince 2016 | 1. června 2018    |              |
| Ministr vnitra                                        | Marco Minniti       | PD             | 12. prosince 2016 | 1. června 2018    |              |
| Ministr spravedlnosti                                 | Andrea Orlando      | PD             | 12. prosince 2016 | 1. června 2018    |              |
| Ministryně obrany                                     | Roberta Pinotti     | PD             | 12. prosince 2016 | 1. června 2018    |              |
| Ministr financí a hospodářství                        | Pier Carlo Padoan   | nezávislý / PD | 12. prosince 2016 | 1. června 2018    |              |
| Ministr hospodářského rozvoje                         | Carlo Calenda       | nezávislý / PD | 12. prosince 2016 | 1. června 2018    |              |
| Ministr zemědělské, potravinářské a lesnické politiky | Maurizio Martina    | PD             | 12. prosince 2016 | 13. března 2018   |              |
| Ministr zemědělské, potravinářské a lesnické politiky | Paolo Gentiloni     | PD             | 13. března 2018   | 1. června 2018    | pověřen      |
| Ministr životního prostředí                           | Gian Luca Galletti  | CpE            | 12. prosince 2016 | 1. června 2018    |              |
| Ministr infrastruktury a dopravy                      | Graziano Delrio     | PD             | 12. prosince 2016 | 1. června 2018    |              |
| Ministr práce a sociálních věcí                       | Giuliano Poletti    | PD             | 12. prosince 2016 | 1. června 2018    |              |
| Ministryně školství, univerzit a výzkumu              | Valeria Fedeli      | PD             | 12. prosince 2016 | 1. června 2018    |              |
| Ministr kulturního dědictví a altivit a turismu       | Dario Franceschini  | PD             | 12. prosince 2016 | 1. června 2018    |              |
| Ministryně zdravotnictví                              | Beatrice Lorenzin   | AP             | 12. prosince 2016 | 1. června 2018    |              |
| Ministryně pro parlamentní vztahy                     | Anna Finocchiaro    | PD             | 12. prosince 2016 | 1. června 2018    | bez portfeje |
| Ministryně pro veřejnou správu                        | Marianna Madia      | PD             | 12. prosince 2016 | 1. června 2018    | bez portfeje |
| Ministr pro záležitosti regionů                       | Enrico Costa        | AP             | 12. prosince 2016 | 19. července 2017 | bez portfeje |
| Ministr pro záležitosti regionů                       | Paolo Gentiloni     | PD             | 19. července 2017 | 1. června 2018    | pověřen      |
| Ministr pro územní soudružnost                        | Claudio De Vinzenti | PD             | 12. prosince 2016 | 1. června 2018    | bez portfeje |
| Ministr pro sport                                     | Luca Lotti          | PD             | 12. prosince 2016 | 1. června 2018    | bez portfeje |
| Tajemnice rady ministrů                               | Maria Elena Boschi  | PD             | 12. prosince 2016 | 1. června 2018    |              |